# Seaton Valley
Seaton Valley – civil parish w Anglii, w hrabstwie Northumberland. W 2011 civil parish liczyła 15422 mieszkańców. W obszar civil parish wchodzą także Holywell, New Hartley, Seaton Delaval, Seaton Sluice i Seghill.